# Sudovikovita
La sudovikovita és un mineral de la classe dels sulfurs, que pertany al grup de la melonita. Rep el nom en honor de Nikolai Georgievich Sudovikov (Николай Георгиевич Судовиков) (26 de desembre de 1903, Sebastopol, Imperi Rus - 29 de juliol de 1966, Leningrad, URSS), geòleg, petròleg i professor.

## Característiques
La sudovikovita és un selenur de fórmula química PtSe₂. Va ser aprovada com a espècie vàlida per l'Associació Mineralògica Internacional l'any 1995, sent publicada per primera vegada el 1997. Cristal·litza en el sistema trigonal i la seva duresa a l'escala de Mohs es troba entre 2 i 2,5.
Segons la classificació de Nickel-Strunz, la sudovikovita pertany a «02.EA: Sulfurs metàl·lics, M:S = 1:2, amb Cu, Ag, Au» juntament amb els següents minerals: silvanita, calaverita, kostovita, krennerita, berndtita, kitkaïta, melonita, merenskyita, moncheïta, shuangfengita, verbeekita, drysdal·lita, jordisita, molibdenita i tungstenita.

## Formació i jaciments
Va ser descoberta a la mina Srednyaya Padma, situada dins el dipòsit d'urani i vanadi de Velikaya Guba, al llac Onega (República de Carèlia, Rússia). També ha estat descrita a dues localitats del Brasil: Curionópolis, a l'estat de Pará, i a Itabira, a Mines Gerais. Aquests tres indrets són els únics de tot el planeta on ha estat descrita aquesta espècie mineral.